# David Clayton-Thomas
David Clayton-Thomas (ur. 13 września 1941 w Londynie, jako David Henry Thomsett) – kanadyjski muzyk, był wokalistą zespołu rockowego Blood, Sweat & Tears.